# Berta Zúñiga Cáceres
Berta Zúñiga Cáceres   (Intibucá, 24 de setembre de 1990) és una activista social indígena hondurenya, que des de maig de 2017 exerceix com a coordinadora general del Consell Cívic d'Organitzacions Populars i Indígenes d'Hondures (COPINH). És filla de la líder social Berta Cáceres, assassinada el 2016.

## Primers anys
Berta Zúñiga és filla de Berta Cáceres i de Salvador Zúñiga, militants socials que van estar entre els principals membres fundadors del COPINH el 1993. Té tres germans: Olivia, Laura i Salvador. El COPINH, dedicat a la defensa dels drets dels indígenes lenques i a la defensa del medi ambient, va patir des de la seva creació una forta persecució, que va portar a que la infància de Zúñiga transcorregués entre les amenaces de mort a la família, la constant situació de perill i episodis com les agressions físiques a la seva mare o l'empresonament del seu pare.
Berta Zúñiga, com els seus germans, es va formar en escoles d'educació popular, on va rebre una formació anticapitalista i antipatriarcal, i va incorporar-se a l'activitat política des de molt jove. Va participar habitualment, al costat de la mare i els germans, en les activitats del COPINH, així com en la ràdio d'aquesta organització, i en el treball conjunt amb comunitats indígenes.

## Assassinat de la mare
A partir del cop d'estat a Hondures de 2009, la repressió al COPINH i a altres organitzacions socials va empitjorar. Berta Cáceres, una de les principals líders indígenes, va ser objecte de persecució i amenaces, en particular per la seva lluita contra les conseqüències ambientals i socials de el projecte hidroelèctric Aigua Zarca. El 2 de març de 2016 Berta Cáceres va ser assassinada.
Berta Zúñiga va ser una de les principals impulsores de la investigació sobre l'assassinat de la seva mare, i va reclamar tant a nivell nacional com internacional una investigació a fons del crim. També va començar una campanya en suport a un projecte de llei als Estats Units perquè aquest país suspengui el suport militar a Hondures fins que demostri que ha pres accions contra els assassinats d'activistes de drets humans.
De la investigació per l'assassinat de la Berta Cáceres van sorgir com a sospitosos executius i persones vinculades a l'empresa DESA, encarregada de el projecte hidroelèctric Aigua Zarca, així com assassins a sou i membres de l'exèrcit.

## Coordinadora general del COPINH
El maig de 2017, Berta Zúñiga va ser triada coordinadora general del COPINH, el mateix càrrec que va ocupar la seva mare abans de ser assassinada. Des d'aquest càrrec, va continuar la lluita social i mediambiental, especialment contra la instal·lació de projectes que amenacen els drets econòmics, socials, culturals i ambientals de la vila lenca. Poques setmanes després d'haver assumit el lideratge del COPINH, va sobreviure a un atemptat perpetrat contra ella i altres membres d'aquesta organització per atacants armats que van buscar forçar el vehicle dels activistes fora de la carretera.